# NGC 4527
NGC 4527 est une galaxie spirale intermédiaire située dans la constellation de la constellation de la Vierge.  NGC 4527 a été découverte par l'astronome germano-britannique William Herschel en 1784. Cette galaxie, émettrice de rayonnement infrarouge, fait partie, selon les auteurs, du groupe de M60 ou de M61, deux groupes qui se trouvent dans l'amas de la Vierge.

## Caractéristiques
La classe de luminosité de NGC 4527 est II-III et elle présente une large raie HI. Elle renferme également des régions d'hydrogène ionisé. De plus, c'est une galaxie LINER, c'est-à-dire une galaxie dont le noyau présente un spectre d'émission caractérisé par de larges raies d'atomes faiblement ionisés.

### Distance
Sa vitesse par rapport au fond diffus cosmologique est de 2 079 ± 24 km/s, ce qui correspond à une distance de Hubble de 30,66 ± 2,17 Mpc (∼100 millions d'al).
À ce jour, 47 mesures non basées sur le décalage vers le rouge (redshift) donnent une distance de 13,862 ± 2,912 Mpc (∼45,2 millions d'al), ce qui est loin à l'extérieur des valeurs de la distance de Hubble.
Cette galaxie, comme plusieurs de l'amas de la Vierge, est relativement rapprochée du Groupe local et on obtient souvent une distance de Hubble très différente en raison de leur mouvement propre dans le groupe où dans l'amas où elles sont situées. La distance de 13.862 Mpc est sans aucun doute plus près de la réalité. Selon ces deux mesures, NGC 4527 se dirige vers le centre de l'amas en direction opposée à la Voie lactée. Notons que c'est avec la valeur moyenne des mesures indépendantes, lorsqu'elles existent, que la base de données NASA/IPAC calcule le diamètre d'une galaxie.

### Luminosité dans l'infrarouge
La luminosité de la galaxie NGC 4527 dans l'infrarouge lointain (de 40 à 400 µm)  est égale à 1,95 × 1010 {\displaystyle L_{\odot }} (1010,29{\displaystyle L_{\odot }}) et sa luminosité totale dans l'infrarouge (de 8 à 1 000 µm) est de 2,63 × 1010 {\displaystyle L_{\odot }} (1010,42{\displaystyle L_{\odot }}).

### Galaxie à sursaut de formation d'étoiles
Selon des observations de la concentration des gaz dans la région centrale de cette galaxie, elle serait sur le point de devenir une galaxie à sursaut de formation d'étoiles.

## Morphologie

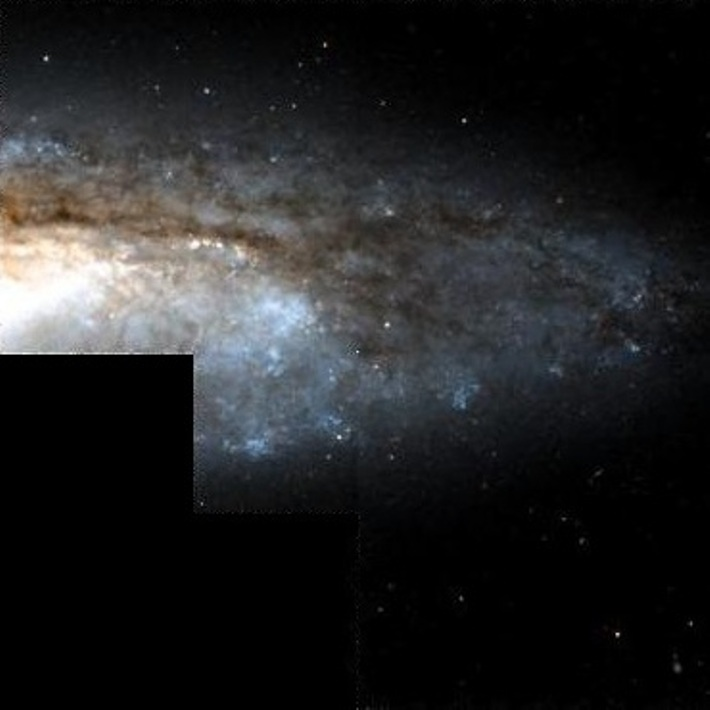
NGC 4527 par le télescope spatial Hubble.

NGC 4527 a été utilisée par Gérard de Vaucouleurs comme une galaxie de type morphologique SAB(s)bc dans son atlas des galaxies,.
Eskridge, Frogel et Pogge ont publié un article en 2002 décrivant la morphologie de 205 galaxies spirales ou lenticulaires rapprochées. Les observations ont été réalisées dans la bande H de l'infrarouge et dans la bande B (le bleu). Selon Eskridge et ses collègues, NGC 4527 est de type Sb dans la bande B et SABab dans la bande H. Le bulbe de bulbe est petit, brillant et elliptique. Ses isophotes externes du bulbe sont irréguliers, peut-être en raison de l'extinction. La galaxie présente un motif spiralé à deux bras de grand style. L'origine des bras est légèrement décalée par rapport au grand axe du bulbe. Les bras sont assez larges, même dans la région interne, et ils montrent beaucoup de structures inégales et filamenteuses. Cette galaxie est vue presque par la tranche, donc son raccourcissement par inclinaison présent un problème d'observation. Malgré cela, les bras semblent visibles pendant au moins 180° avant de s'estomper. Les bras ainsi que les régions entre ceux-ci sont riches en nœuds de formation d'étoiles. 

## Supernova
Trois supernovas ont été découvertes dans NGC 4527 : SN 1915A, SN 1991T et SN 2004gn.

### SN 1915A
Cette supernova a été découverte le 20 mars par l'astronome américain Heber Doust Curtis. Le type de cette supernova n'a pas été déterminé.

### SN 1991T
Cette supernova a été découverte le 13 avril indépendamment par l'astronome amateur australien Robert O. Evans, les astronomes amateurs italiens M. Villi et Giancarlo Cortini ainsi que par Wayne Johnson,. Cette supernova était de type Ia.

### SN 2004gn
Cette supernova a été découverte le 1er décembre dans NGC 4527 par W.D. Li de l'université de Californie à Berkeley dans le cadre du programme LOSS (Lick Observatory Supernova Search) de l'observatoire Lick. Cette supernova était de type Ic.

## Groupe de M61, de M60 et l'amas de la Vierge
Selon A.M. Garcia, NGC 4527 est membre du groupe de M61 (NGC 4303). Ce groupe de galaxies comprend au moins 32 membres, dont NGC 4255, NGC 4301 (NGC 4303A dans l'article), M61 (NGC 4303), NGC 4324, NGC 4420, NGC 4533, NGC 4536, NGC 4581, NGC 4599, IC 3267 et IC 3474, de même que la galaxie NGC 4496A qui est en réalité NGC 4496.
D'autre part, toutes les galaxies du New General Catalogue de ce groupe apparaissent  dans une liste de 227 galaxies d'un article publié par Abraham Mahtessian en 1998. Les autres galaxies de ce groupe n'y figurent pas. Cette liste comporte plus de 200 galaxies du New General Catalogue et une quinzaine de galaxies de l'Index Catalogue. On retrouve dans cette liste 11 galaxies du Catalogue de Messier, soit M49, M58, M60, M61, M84, M85, M87, M88, M91, M99 et M100.
Toutes les galaxies de la liste de Mahtessian ne constituent pas réellement un groupe de galaxies. Ce sont plutôt plusieurs groupes de galaxies qui font tous partie d'un amas galactique, l'amas de la Vierge. Pour éviter la confusion avec l'amas de la Vierge, on peut donner le nom de groupe de M60 à cet ensemble de galaxies, car c'est l'une des plus brillantes de la liste. L'amas de la Vierge est en effet beaucoup plus vaste et compterait environ 1300 galaxies, et possiblement plus de 2000, situées au cœur du superamas de la Vierge, dont fait partie le Groupe local,.
De nombreuses galaxies de la liste de Mahtessian se retrouvent dans onze groupes décrits dans l'article d'A.M. Garcia, soit le groupe de NGC 4123 (7 galaxies), le groupe de NGC 4261 (13 galaxies), le groupe de NGC 4235 (29 galaxies), le groupe de M88 (13 galaxies, M88 = NGC 4501), le groupe de NGC 4461 (9 galaxies), le groupe de M61 (32 galaxies, M61 = NGC 4303), le groupe de NGC 4442 (13 galaxies), le groupe de M87 (96 galaxies, M87 = NGC 4486), le groupe de M49 (127 galaxies, M49 = NGC 4472), le groupe de NGC 4535 (14 galaxies) et le groupe de NGC 4753 (15 galaxies). Ces onze groupes font partie de l'amas de la Vierge et ils renferment 396 galaxies. Certaines galaxies de la liste de Mahtessian ne figurent cependant dans aucun des groupes de Garcia et vice versa.
Dans le catalogue des galaxies de l'amas de la Vierge, la désignation de NGC 4527 est VCC 1540 (Virgo Cluster Catalog).